# Guillem Rodríguez Martínez
Guillem Rodríguez Martínez (Gerona, 13 de febrero de 1998) es un futbolista español que juega como defensa en el C. E. Europa de la Segunda Federación.

## Trayectoria
Natural de Gerona, Guillem se formó en la cantera del Sant Gregori desde 2008 a 2010 y con 12 años ingresó en el Girona FC donde estuvo desde 2010 a 2017, cuando terminó su etapa juvenil.
En la temporada 2017-18, firmó por la Unió Atlètica d'Horta, donde jugó durante dos temporadas en el Grupo V de la Tercera División de España.
En julio de 2019, firma por el Real Madrid Castilla de la Segunda División "B" por varias temporadas. En la temporada 2019-20, jugaría 16 partidos en los que aportaría 4 asistencias y en la temporada 2020-21, disputaría 8 encuentros.
El 6 de septiembre de 2021, firma por el Moghreb Tétouan de la Botola 2, la segunda división marroquí.
El 23 de marzo de 2022, se compromete con el ADO Den Haag de la Eerste Divisie.

## Clubes
| Club                       | País         | Año       |
| -------------------------- | ------------ | --------- |
| U. A. Horta                | España       | 2017-2019 |
| Real Madrid Castilla F. C. | España       | 2019-2021 |
| Moghreb Tétouan            | Marruecos    | 2021-2022 |
| ADO Den Haag               | Países Bajos | 2022-2023 |
| C. F. Rayo Majadahonda     | España       | 2024      |
| C. E. Europa               | España       | 2025-     |